# أم كلثوم بنت عتبة
أم كلثوم بنت عتبة بن ربيعة بن عبد شمس، خالة معاوية بن أبي سفيان. كانت زوجة عبدالرحمن بن عوف، وولدت له سالما الأكبر قبل الإسلام، ولم يذكر ما يدل على إسلامها. وأمها بنت حارثة بن الأوقص.